# Majken
Majken ist ein weiblicher Vorname.

## Herkunft und Bedeutung
Der Name wird vor allem im Dänischen und Schwedischen verwendet und ist eine Variante von Maiken.

## Bekannte Namensträgerinnen
- Majken Åberg (1918–1999), schwedische Diskuswerferin
- Majken Vange (* 1975), dänische Badmintonspielerin